# 上魏德
上魏德（德語：Oberweid，發音：[ˈoːbɐvaɪt]）是德国图林根州施马尔卡尔登-迈宁根县的市镇，与下魏德相邻，面积10.25平方千米，2023年12月31日人口为481人。